# Andi Lila
Andi Lila, född 12 februari 1986, är en albansk före detta fotbollsspelare.
Lila debuterade för Albaniens landslag den 21 november 2007 i en 6–1-förlust mot Rumänien. Han var med i Albaniens trupp vid fotbolls-EM 2016.